# New Orleans Jesters
New Orleans Jesters é uma agremiação esportiva da cidade de Nova Orleães, Louisiana.  Atualmente disputa a National Premier Soccer League.

## História
Fundado como New Orleans Shell Shockers, o New Orleans Jesters disputou a Premier Development League entre 2003 e 2012, quando se transferiu para NPSL. Em 2018 a equipe estreia na Lamar Hunt U.S. Open Cup. O clube se tornará a segunda equipe de Louisiana a disputar a Lamar Hunt U.S. Open Cup no atual formato, após o Motagua New Orleans ter disputado a competição em 2016.

## Estatísticas

### Participações
|  | Participações em 2018 |

| Competição     | Competição               | Temporadas | Melhor campanha | Estreia | Última | P | R |
| Estados Unidos | Lamar Hunt U.S. Open Cup | 1          | Estreia (2018)  | 2018    | 2018   |   | – |